# اضطرابات عام 2004 في كوسوفو
اضطرابات عام 2004 في كوسوفو هي أحداث عُنف وصدامات عرقية حدثت يومي 17 و18 مارس 2004 في كوسوفو. اندلعت أعمال العنف هاته بين صرب وألبان كوسوفو في عدة مناطق في إقليم كوسوفو الذي كان آنذاك تحت إدارة الأمم المتحدة. في صربيا، تُسمى هذه الأحداث باسم مذبحة مارس (بالصربية: Мартовски погром)‏، أما في كوسوفو فتُسمى «اضطرابات شهر مارس» (بالألبانية: Trazirat e marsit)‏. ذكرت وكالات أنباء أن خلال أعمال العنف سُجل مقتل 31 شخصا وجُرح 500 آخرين بينهم جنود دوليون، ولكن بعد ذلك تبين أن عدد القتلى هو 28 حيث تم احتساب 3 قتلى مرتين. كما أدت هذه الأعمال إلى نزوح 3600 صربي عن الإقليم.